# S.O.S. Brothers
| Recensione              | Giudizio |
| ----------------------- | -------- |
| Dizionario del Pop-Rock | [ 1 ]    |

S.O.S. Brothers è un album di Enzo Avitabile, pubblicato nel 1986.

## Tracce

### LP
Lato A
Testi e musiche di Enzo Avitabile.
1. Alzati che è tardi – 4:10
2. Mamma che caos – 3:46
3. Se la musica – 3:59
4. S.O.S. Brothers – 4:16

Lato B
Testi e musiche di Enzo Avitabile.
1. Soul Express – 4:16
2. Non mi toccare il Feeling – 4:25
3. You Can Live – 4:09
4. Black Out – 3:37
5. Sorridimi – 3:58

## Musicisti
- Enzo Avitabile - vocals, sax, flute
- Piero Gallo - guitars
- Marcello Ferrante - keyboard, acoustic piano
- Tony Stotuti - trumpet
- Rino Avitabile - bass
- Carlo Avitabile - drums, percussions
- Phyllis Blandford - background vocals
- Christall White - background vocals

Note aggiuntive
- Willy David - produttore
- Willy David - produttore esecutivo (assistito da Ennio Nicolucci e Andrea Stotuti)
- Registrazioni effettuate al Maison Blanche (Modena) ed al Sweet Valley (Imola)
- Bill Buchanan e Luca Malaguti - ingegneri delle registrazioni
- Maurizio Maggi, Enrico Landi, Alessandro Cece Scala - assistenti ingegneri delle registrazioni
- Mixato al Medicina Recording Studio di Bologna da Simon Boswell
- Andrea Pazienza - copertina e illustrazioni
- Sandro Giustibelli - fotografie
- Management: Willy David per la051 Agency Bologna
- Ringraziamenti a: Francesco Celentano, Luzzio Francipane, Carmine Martino, Sasà Capobianco, Benny Bove, Carla Ercolino, Carlo Ercolino, Mario Martano, Pasquale Fazzini, Bruno Benini
- Ringraziamento speciale a: Tullio De Piscopo, Alex Di Martino, 051 Staff[3]